# Kapitaalgoederenvoorraad
De kapitaalgoederenvoorraad zijn goederen die nodig zijn om andere producten voort te brengen.
Bijvoorbeeld een lopende band, computer, machines en dergelijke. Als de kapitaalgoederenvoorraad stijgt zal de arbeidsproductiviteit, productie en uiteindelijk ook het BBP stijgen. Uitbreidingsinvesteringen vergroten de kapitaalgoederenvoorraad. Als de kapitaalgoederenvoorraad kleiner wordt, is er sprake van desinvesteren. 